# Fabronia pocsii
Fabronia pocsii är en bladmossart som beskrevs av Maurice Bizot 1973. Fabronia pocsii ingår i släktet Fabronia och familjen Fabroniaceae. Inga underarter finns listade i Catalogue of Life.